# Keresztény apologetika
A keresztény apologetika (gör. ἀπολογία, jelentése "védőbeszéd") a keresztény teológia egyik ága, célja a keresztény hittel szemben érkező ellenvetések megválaszolása és a keresztény hit mellett megfogalmazott érvek felmutatása, tehát a keresztény hit racionális igazolása.

## A keresztény apologetika alapjai

### A bibliai alapok
A keresztény apologetikának elsősorban bibliai alapjai vannak. Legfontosabb hivatkozott igéje az 1Péter 3:15
"Ellenben az Urat, Krisztust tartsátok szentnek szívetekben, és legyetek készen mindenkor számot adni mindenkinek, aki számon kéri tőletek a bennetek élő reménységet. Ezt pedig szelíden és tisztelettudóan, jó lelkiismerettel tegyétek...”
Ebben a szakaszban jelenik meg az "ἀπολογία" kifejezés, és ez az a szakasz, melyre hivatkozva a keresztények szükségesnek tartják, hogy értelmesen megindokolják azt, hogy miért hisznek, és megválaszolják a hitüket ért ellenvetéseket. A másik klasszikus hivatkozott bibliai szakasz a Júdás 3
„Szeretteim, miközben minden igyekezetemmel azon fáradoztam, hogy közös üdvösségünkről írjak nektek, szükségesnek láttam, hogy ezt az intést megírjam: küzdjetek a hitért, amely egyszer s mindenkorra a szentekre bizatott.”
Végül a Biblia történeti könyveiben a gyakorlatban is megjelenik az apologetika, mikor is az apostolok "vitákon" keresztül győztek meg zsidókat Krisztus feltámadásáról. Az Apostolok cselekedetei 17:1.4 ezt írja
„Miután áthaladtak Amfipoliszon és Apollónián, Thesszalonikába értek, ahol zsinagógájuk volt a zsidóknak. Pál pedig szokása szerint bement hozzájuk, és három szombaton is vitába szállt velük az Írások alapján. Megmagyarázta és bizonyította nekik, hogy Krisztusnak szenvednie kellett, és fel kellett támadnia a halálból; és hogy „ez a Jézus a Krisztus, akit én hirdetek nektek”. Néhányan hívőkké lettek közülük, csatlakoztak Pálhoz és Szilászhoz, ugyanúgy igen sok istenfélő görög is, valamint sok előkelő asszony.”

### A rációból kiinduló alapok
A keresztények szerint az 1Mózes 1:27 alapján Isten képmásai vagyunk, és istenképűségünk része az értelmünk is. Ez olyan hangsúlyos a keresztény teológia szerint, hogy ez választ el bennünket az oktalan állatoktól, ráadásul a Bibliában találkozunk azzal, hogy Isten maga követeli meg az értelemmel folytatott vitát. Továbbá kötelesek vagyunk az értelmünket használnunk ahhoz, hogy meg tudjuk különböztetni az igazságot a hamisságtól (1János 4:6), a jót a rossztól (Zsidók 5:14) és az igaz és hamis prófétákat egymástól (5Mózes 18:19-22).

### Az eredményekből kiinduló alapok
William Lane Craig keresztény filozófus, apologéta mondta egyszer:
"Még soha senkit nem “érveltek be” Isten országába!” – Jön gyakran az ellenvetés az apologetika kapcsán. JP Moreland, teológus, filozófus, apologéta válasza ezzel kapcsolatban a legjobb, aki azt mondta: “Dehogynem! Én már tettem ilyet!” – “Beérvelt” embereket Isten országába akkor, amikor Istenről és Jézus feltámadásáról szóló apologetikai érvekkel győzte meg őket. Természetesen ez nem jelenti azt, hogy az apologetika elválasztható a Szentlélek munkájától! Épp ellenkezőleg: bízunk a Lélekben, hogy tudja használni a munkánkat és az érveinket abban, hogy magához vonzza az embereket."

## A keresztény apologetika legfontosabb állomásai

### Az apostoli kor és az apostoli kor utáni apologéták
A keresztény apologetika története az apostoli korban kezdődik. Pál apostol Areopágoszon elmondott beszéde (ApCsel 17:22-31) vagy a Thesszalonikában folytatott vitái (ApCsel 17:1-4) klasszikus apologetikai szituációk. Az apostoli atyák korában a kereszténységnek elsősorban a zsidó kritikákkal és a görög-római vallások képviselőivel szemben kellett megvédenie a hittételeit. Ilyen polémia volt az, ami Órigenész és Kelszosz között zajlott le, melynek végére megszületett Órigenész "Kelszosz ellen" c. műve. De kiemelten fontos apologéta még ebből a korból Jusztinosz, Iréneusz vagy éppen Tertulliánusz.

### A középkor
A középkor egyik legnagyobb hatású apologétája Aquinói Tamás volt. Tamás öt érvet dolgozott ki Isten létezése mellett Summa Theologiae című művében, ezt nevezik Aquinói "öt út"-jának[4], de az ide kapcsolódó fő műve a Summa contra gentiles volt. Ebben az időszakban a keresztény apologéták főleg más, monoteista vallásokkal szemben folytattak hitvédelmet.

### A 18-19. század
A 18-19. században a történeti-kritika hatására a Bibliát, annak megbízhatóságát, illetve Jézus feltámadásának történelmi valóságát érte a legnagyobb támadás a kereszténységen belül. Ezekre a kihívásokra válaszul született meg többek közt R. A. Torrey szerkesztette The Fundamentals, mely egy tizenkét kötetes kiadvány, amelynek kötetei 1910 és 1915 között jelentek meg nyomtatásban. A kötetekben szereplő, összesen kilencven írásban és cikkben a keresztyénség központi igazságait, doktrínáit fejtették ki különféle protestáns felekezethez tartozó brit és amerikai konzervatív teológusok, egyértelműsítve a konzervatív protestáns keresztyénség szembenállását a modernista mozgalommal és az abból fakadó teológiai elképzelésekkel.

### A 20-21. század
Modern korunkra jellemző, hogy a keresztény apologetikán belül újjáéledt a természeti teológia, főleg az angolszász filozófián, illetve keresztény filozófián belül, melynek kapcsán számos istenérv már a legújabb tudományos kutatási eredményeket is integrálni tudja. A legfőbb kihívás a keresztény apologetika számára az ateizmus, a szcientizmus, az iszlám és a vallási pluralizmus. A 20. század legkiemelkedőbb nyugati apologétái közt van C. S. Lewis, Alvin Plantinga, William Lane Craig, Norman Geisler, James R. White, Timothy Keller, Alister McGrath, John C. Lennox vagy éppen Cornelius van Til.

## A keresztény apologetika irányzatai

### A "klasszikus" apologetika
A klasszikus apologetikát egy kétlépcsős módszer jellemzi: először megpróbálja Isten létét bebizonyítani istenérvekkel, majd, ha Isten létét beláttuk, bemutat olyan keresztény bizonyítékokat, amelyek a kereszténység kulcsfontosságú tanait támasztják alá. A módszernek ez a formája a 17. századi Angliából származik, ahol Joseph Butler és William Paley számítottak nagy tekintélyű képviselőinek. Ebbe az iskolába sorolható a ma élő legismertebb apologéta, William Lane Craig is.

### Az "evidencialista" apologetika
Ugyaninnen származik az evidencialista irányzat is, amely nagyrészt ugyanazokat az érveket alkalmazza, de nem tartja fontosnak a két lépcső sorrendjét, és az evangélium természetfeletti vonatkozásainak előzetes valószínűségét időnként nem Isten létezésében, hanem más természetfeletti jelenségek (pl. halálközeli élmények, paranormális események) igazolhatóságában igyekszik megalapozni. Történeti képviselői megegyeznek a klasszikus apologetikáéval, a maiak közül pedig Gary Habermast és Timothy McGrewt érdemes megemlíteni.

### A "preszuppozicionalista" apologetika
A preszuppozicionalista apologetika meghatározó gondolkodója a 20. századi holland-amerikai református teológus-filozófus, Cornelius Van Til. Alapvetően eltér a klasszikus apologetikáétól, és Van Til a munkáiban rendszeresen kritizálta is annak képviselőit. Módszere három meggyőződésből fakad: (1) a kereszténység igazsága bizonyítható, viszont (2) a kereszténységet következetesen tagadó világnézet minden ponton ellenkezik az igazsággal, és (3) a nem hívő emberek valójában tudják, hogy a Biblia Istene létezik, azonban ezt az ismeretet elnyomják magukban (Róma 1,18–21).

### A "református episztemológia"
A református episztemológia nem tagadja a vallási kijelentések racionális megalapozhatóságát, például az istenérvek elvi lehetőségét, de alapvetése, hogy teljesen helyes, jogos és racionális Istenben bármiféle, a nem hívő emberek számára is hozzáférhető bizonyíték vagy érv nélkül hinni. A református episztemológia szerint teljesen racionális, ha a hívő ember a maga meggyőződéseit (pl. azt, hogy „Isten létezik”) olyan végső hitként kezeli, amely nem szorul további megalapozásra.
A "református episztemológia" alapvetően az evidencializmusra adható válaszok teljesen más megközelítését teszi. Az evidencializmust képviselő ateisták szerint
1. Ahhoz, hogy egy hit észszerű legyen, megfelelő bizonyítékokkal kell alátámasztani.
2. Az Istenbe vetett hit nincs megfelelő bizonyítékokkal alátámasztva.
3. Tehát az Istenbe vetett hit nem észszerű.

A keresztény apologetika többi ága általában a 2. pontot igyekszik megválaszolni és érveket sorakoztat fel Isten léte mellett, míg a református episztemológia képviselői – bár nem vetik el, sőt, maguk is dolgoztak ki istenérveket (lsd. Plantinga modális ontológiai istenérvét) – az 1. pontra reagálnak és azt bizonyítják, hogy a keresztény hit racionális akkor is, ha a hívő ember nem tud egyetlen, hitét ért támadásra felelni vagy nem tudja egyetlen filozófiai istenérvvel sem alátámasztani meggyőződését. Jeles képviselői közt van Alvin Plantinga, Tyler McNabb vagy éppen Kelly James Clark.

## Jelentősebb istenérvek
A keresztény apologetika, azon belül is a természeti teológiával foglalkozó filozófusok számos érvet dolgoztak ki, melyekkel Isten létét igyekeznek alátámasztani. Ezeket természetesen megfelelő kritikával illetik az ateista filozófusok, így egyikre sem mondhatjuk, hogy "tökéletes", mindenesetre szakmai szempontból kiemelkedően figyelemreméltóak és népszerűek.

### A "kalám" kozmológiai istenérv
Ezen istenérv az univerzumunk kezdetére alapoz, két premisszából és egy konklúzióból áll. Az érv így írható fel:
1. Mindennek, aminek a létezésének van kezdete, kell, hogy legyen oka.
2. Az univerzum létezésének van kezdete.
3. Tehát az univerzum létezésének oka van.

A két premisszából az érv védelmezői szerint logikusan következik, hogy az univerzumnak van oka. Az oknak pedig, mint a tér és idő okozója, téren és időn túlinak kell lennie, így időtől és tértől függetlenül kell léteznie. Így változhatatlannak és anyagtalannak kell lennie, mivel (1) mindennek, ami időtlen, változhatatlannak is kell lennie, (2) mindennek, ami változhatatlan nem-fizikainak és anyagtalannak kell lennie, mivel az anyagi létezők molekuláris és atomi szinten folyamatosan változnak. Egy ilyen okozónak kezdet nélkülinek és okozatlannak kell lennie, legalábbis abban az értelemben, hogy minden előzetes okozati állapottól mentes, mivel az okok láncolatában nem mehetünk a végtelenségig (regressus ad infinitum).
Azonban csak két dolog létezik, amely esetleg illeszkedhet ebbe a leírásba: egy absztrakt objektum, például egy szám, vagy egy anyagtalan, értelmes és erővel bíró lény. Azonban az absztrakt tárgyak nem lehetnek fizikai létezők okozói, hiszen például a 7-es szám önmagában nem képes semmit létrehozni. Így az univerzum oka egy anyagtalan, értelmes, erővel bíró létező kell, hogy legyen.
Így a fenti levezetés alapján úgy gondolják, hogy az univerzum okozója egy erővel bíró teremtő, aki okozatlan, kezdet nélküli, változhatatlan, anyagtalan, időtlen, tértől független és erős entitás – amit a keresztények Istennek hívnak.

### A "leibnizi" kozmológiai istenérv
Leibniz érvét a következőképpen lehetne felírni:
1. Mindennek, ami létezik, kell lennie magyarázatnak a létezésére.
2. Ha az univerzumnak van magyarázat a létezésére, akkor az a magyarázat Isten.
3. Az univerzum létezik.
4. Tehát az univerzumnak van magyarázat a létezésére.
5. Így az univerzum létére a magyarázat Isten.[12]

### Az "objektív moralitás", mint istenérv
Az objektív moralitásból fakadó istenérvet így írhatjuk fel:
1. Erkölcsileg helytelen csak úgy, szórakozásból megkínozni egy csecsemőt.
2. Akkor is helytelen lenne erkölcsileg csak úgy, szórakozásból megkínozni egy csecsemőt, ha a csecsemőkínzók máshogy gondolnák és mindenkit megölnének, aki helyteleníti ezen cselekedetüket.
3. Ha (1) és (2) igaz, akkor létezik objektív erkölcsiség.
4. Tehát létezik objektív erkölcsiség.
5. Ha Isten nem létezik, objektív erkölcsi értékek sem léteznek.
6. Léteznek objektív erkölcsi értékek (4).
7. Tehát Isten létezik.[13][14]

### A "finomhangoltsági" istenérv
A finomhangoltsági istenérv így hangzik:
1. Az univerzum finomhangoltságának oka vagy fizikai szükségszerűség, vagy véletlen, vagy tervezettség.
2. Az ok nem fizikai szükségszerűség és nem véletlen.
3. Tehát az univerzum finomhangoltságának oka a tervezettség.[15][16]

### Az "ontológiai" istenérv
1. Lehetséges, hogy létezik Isten (maximálisan hatalmas lény, MHL) .
2. Ha lehetséges, hogy létezik Isten (MHL), akkor az is lehet, hogy létezik egyes lehetséges világban.
3. Ha lehetséges, hogy Isten (MHL) létezik egyes lehetséges világban létezzen, akkor léteznie kell mindegyik lehetséges világban.
4. Ha Isten (MHL) minden lehetséges világban létezik, akkor az aktuális világunkban is léteznie kell.
5. Ha Isten (MHL) az aktuális világunkban létezik, akkor Isten (MHL) létezik.

## Keresztény apologetika Magyarországon
Magyarországon az elmúlt években számos teológus foglalkozott intenzíven a keresztény hit védelmével. Kurzusok, formális vitaestek, cikkek, tanulmányok és előadások azok, amiken keresztül magyar viszonylatban is megismerhetik a hitük védelmét a hazai keresztények.

### Apológia kutatóközpont
Az Apológia kutatóközpont vezetője dr. Szalai András valláskutató. Az Apológia Kutatóközpont apologetikára specializált teológiai képzést nyújt érdeklődő magánszemélyek, gyülekezetek és egyházi intézmények számára. A Kutatóközpont igazgatója dr. Szalai András, főállású munkatársa Ármay-Szabó Ádám. Előadásokon, tanulmányokon keresztül foglalkoznak kiemelten a Jehova Tanúival, az iszlámmal, a New Age mozgalommal, ezotériával stb.

### Értelmes Hit
Az Értelmes Hit Archiválva 2019. december 10-i dátummal a Wayback Machine-ben Ungvári Péter teológus kezdeményezése. Ungvári Péter 2019-ben végzett a Pünkösdi Teológiai Főiskolán, ebben az évben indította el az Értelmes Hit nevű kezdeményezését, mely a Reasonable Faith hivatalos magyar Chapterje is lett. Munkásságát William Lane Craig inspirálta, az Értelmes Hit által szervezett előadásokon Archiválva 2019. december 10-i dátummal a Wayback Machine-ben is hangsúlyos szerepet kapnak a Craig által részletesen kifejtett istenérvek.

### Istent keresem
Az "Istent keresem" Bódi Mátyás teológus videósorozata, ami egy egyházaktól független videóblog, melynek célja, hogy gondolkodásra ösztönözzön az élet alapvető kérdéseivel kapcsolatban.

### Kálvinista Apologetika
A Kálvinista Apologetika nevű hitvédelmi kezdeményezés Nagy Gergely nevéhez kötődik, aki református teológus és lelkész, rendszeres résztvevője előadásoknak és formális vitaesteknek. A kezdeményezés kifejezetten kálvinista, református alapon álló hitvédelemmel foglalkozik és cikkek, előadások és formális vitaestek keretében folytatnak apologetikát. Nagy Gergely nevéhez kötődik számos formális moderált apologetikai vita az elmúlt évekből:
Vita Isten létéről dr. Orosz László fizikussal
Vita Isten létéről dr. Szalai Miklós filozófussal
Vita Jézus kereszthaláláról dr. Abdul Fattah Muniffal
Vita a kereszténységről Puzsér Róberttel és Farkas Attila Mártonnal

## Magyar nyelvű irodalmak
- Francis Collins: Isten ábécéje
- John C. Lennox: A tudomány valóban eltemette Istent?
- Alister McGrath: Az ateizmus alkonya
- Josh McDowell: Bizonyítékok a keresztény hit mellett
- C. S. Lewis: Keresztény vagyok
- Timothy Keller: Hit és kételkedés
- Frank Turek: Lopott érvek